# Jerzy Cybulski (taternik)
Jerzy Cybulski (ur. ok. 1890, zm. ok. 1942 w Sandomierzu) – polski adwokat, taternik.

## Biografia
Jerzy Cybulski urodził się ok. 1890. Z zawodu był adwokatem, pracował w Kielcach. Uprawiał taternictwo i narciarstwo wysokogórskie. Opublikował wspomnienie Wycieczka zimowa na Świnicę  na łamach „Pamiętnika Towarzystwa Tatrzańskiego” w 1910 roku. Cybulski uczestniczył w pierwszym zimowym przejściu Grani Fajek, przejściu granią ze Starorobociańskiego Wierchu na Raczkową Czubę, trzecim zimowym wejściu na Świnicę oraz pierwszych zimowych wejściach na Gąsienicową Turnię i Mnicha. Wraz z Mieczysławem Świerzem zdobył w 1921 Granaty. Został rozstrzelany przez Niemców w Sandomierzu ok. 1942 roku.